# 入道崎

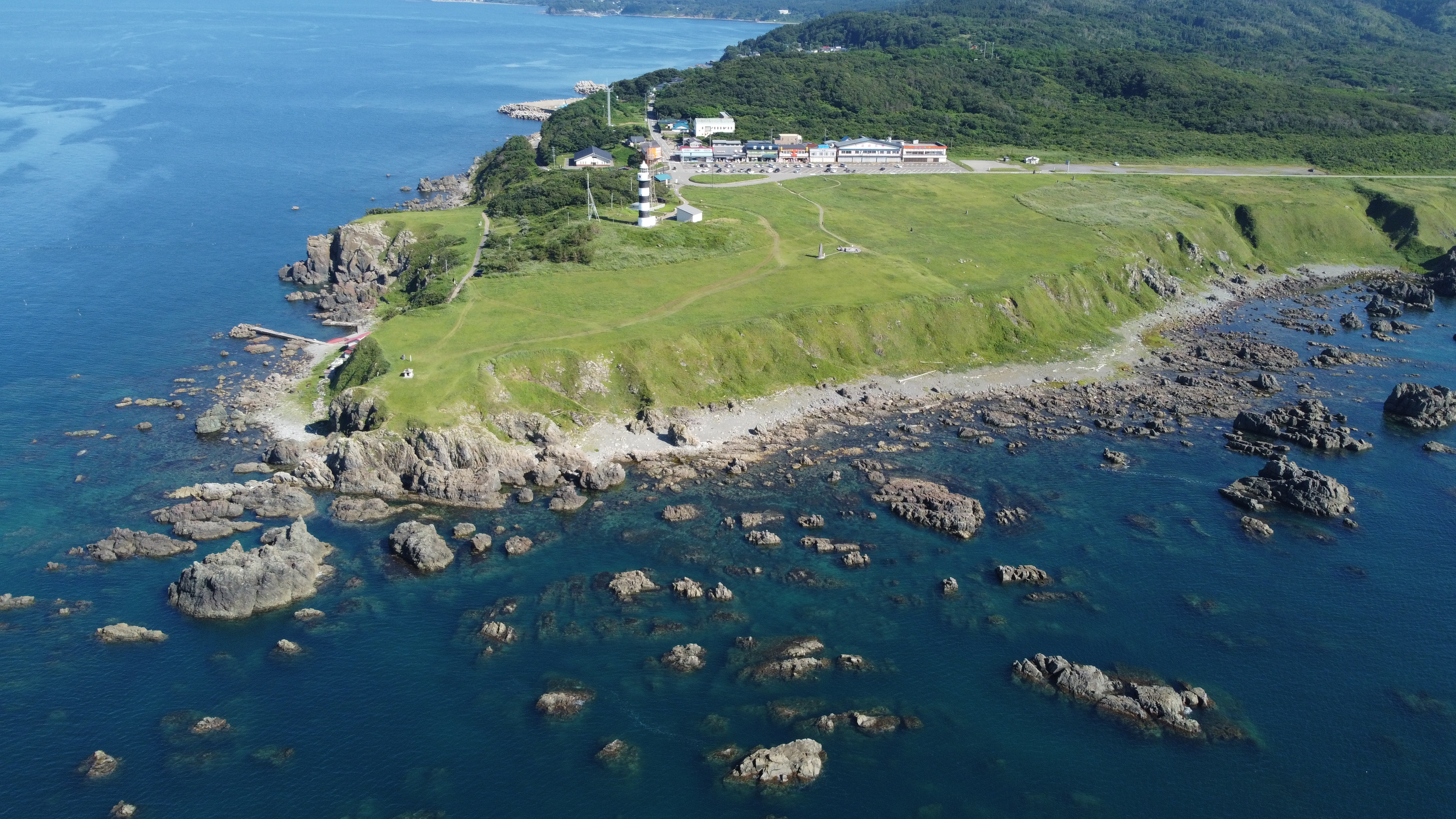
入道埼空撮（2022年7月）

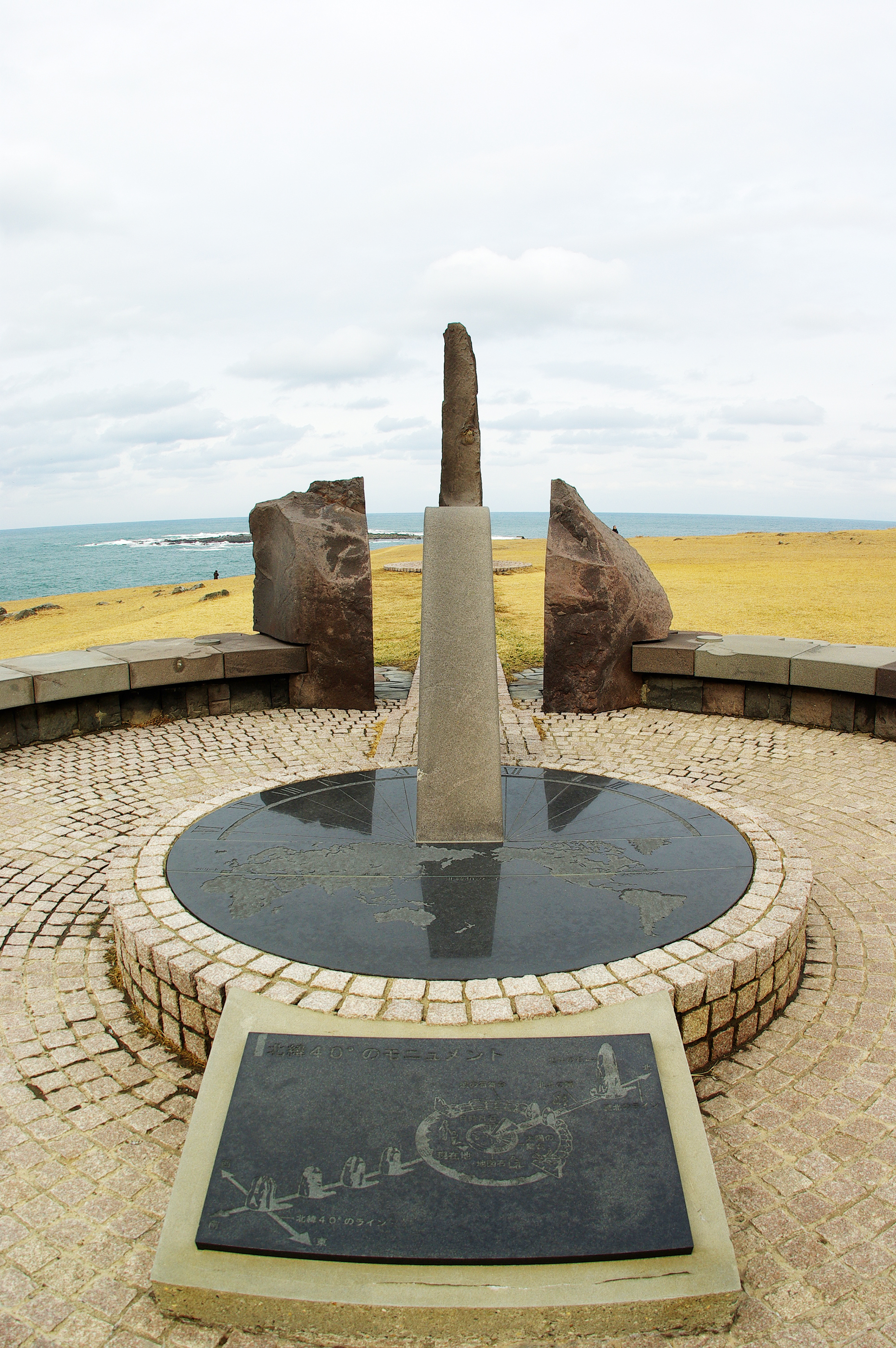
北緯40度のモニュメント

入道崎（にゅうどうざき）は、秋田県男鹿市、男鹿半島北西端に位置し、日本海に突出する岬。入道岬と表記することもある。

## 概要
付近には海岸段丘が発達しており、日本海の荒波の波食によって築かれ、落差30mもある荒々しい海岸を見せる。対照的に地上には穏やかな草原が広がる。
観光拠点としても機能しており、特に北緯40度線上にあることから、それを印した安山岩のモニュメントが配置されている。男鹿国定公園の一角で、ここから八望台に向けて海岸線に沿って急勾配の道路が連続していてリアス式海岸に近いような形になっている。
なお、岬からの夕陽が美しく、日本の夕陽百選にも選ばれている。
入道崎の駐車場付近には食堂が4軒ほど軒を連ねている。

## 歴史
- 1898年（明治31年）11月8日 - 入道埼灯台が運用開始。白黒対称の縞模様が一際目を引く岬のシンボルとなっている[1]。
- 1949年（昭和24年）2月28日 - 沖合で雲仙丸（640t 引揚船の雲仙丸とは異なる）が沈没。死者・行方不明者13人[2]。

## アクセス
- 鉄道・バス等 - JR男鹿線男鹿駅下車、秋田交通バス男鹿北線、途中乗り換え、男鹿市単独運行バス入道崎線で入道埼下車（約1時間10分）
- 自動車 - 秋田自動車道昭和男鹿半島ICから国道101号、県道55号経由（約1時間）

## ギャラリー

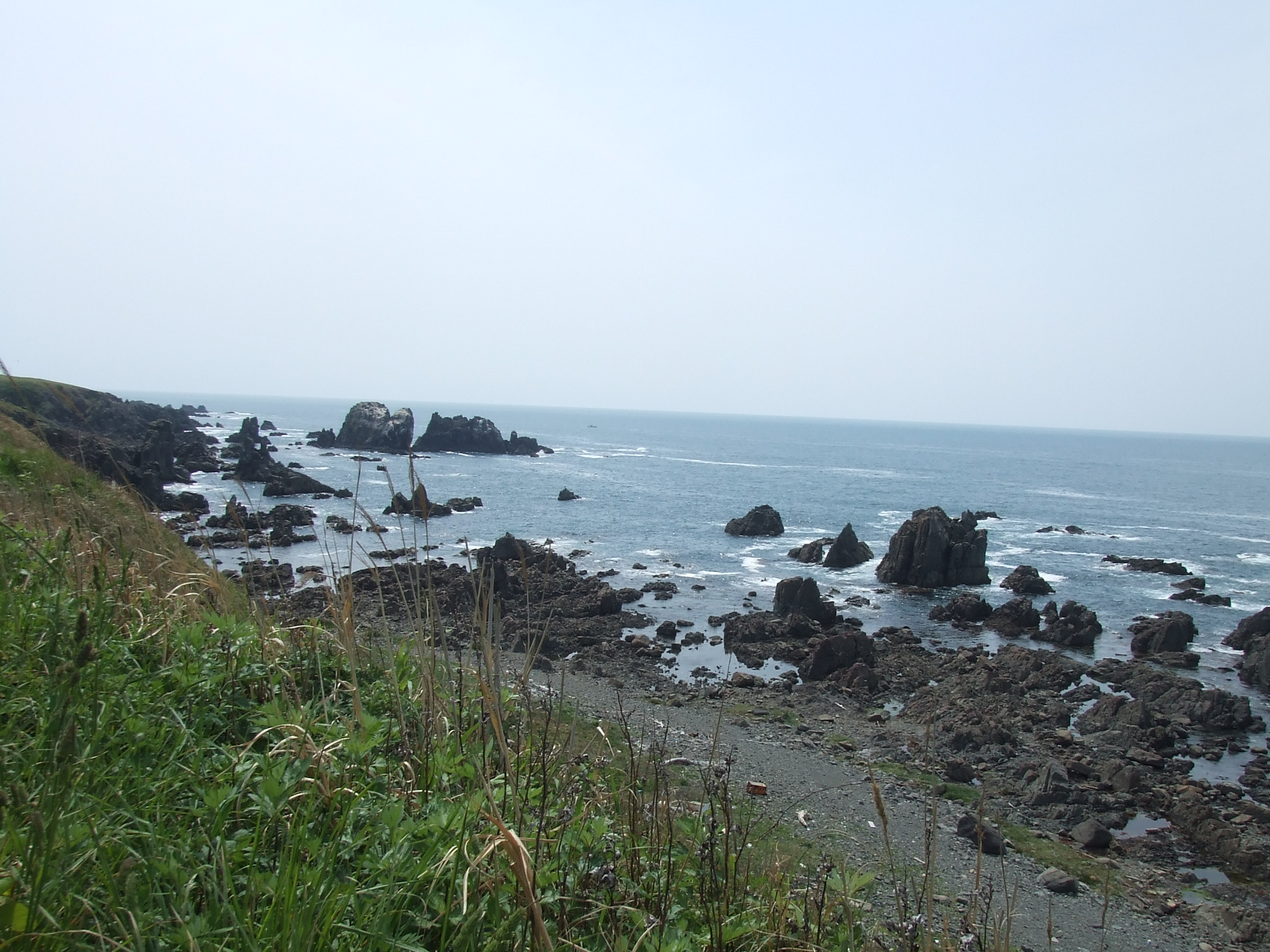
入道崎の眺望（2008年5月）
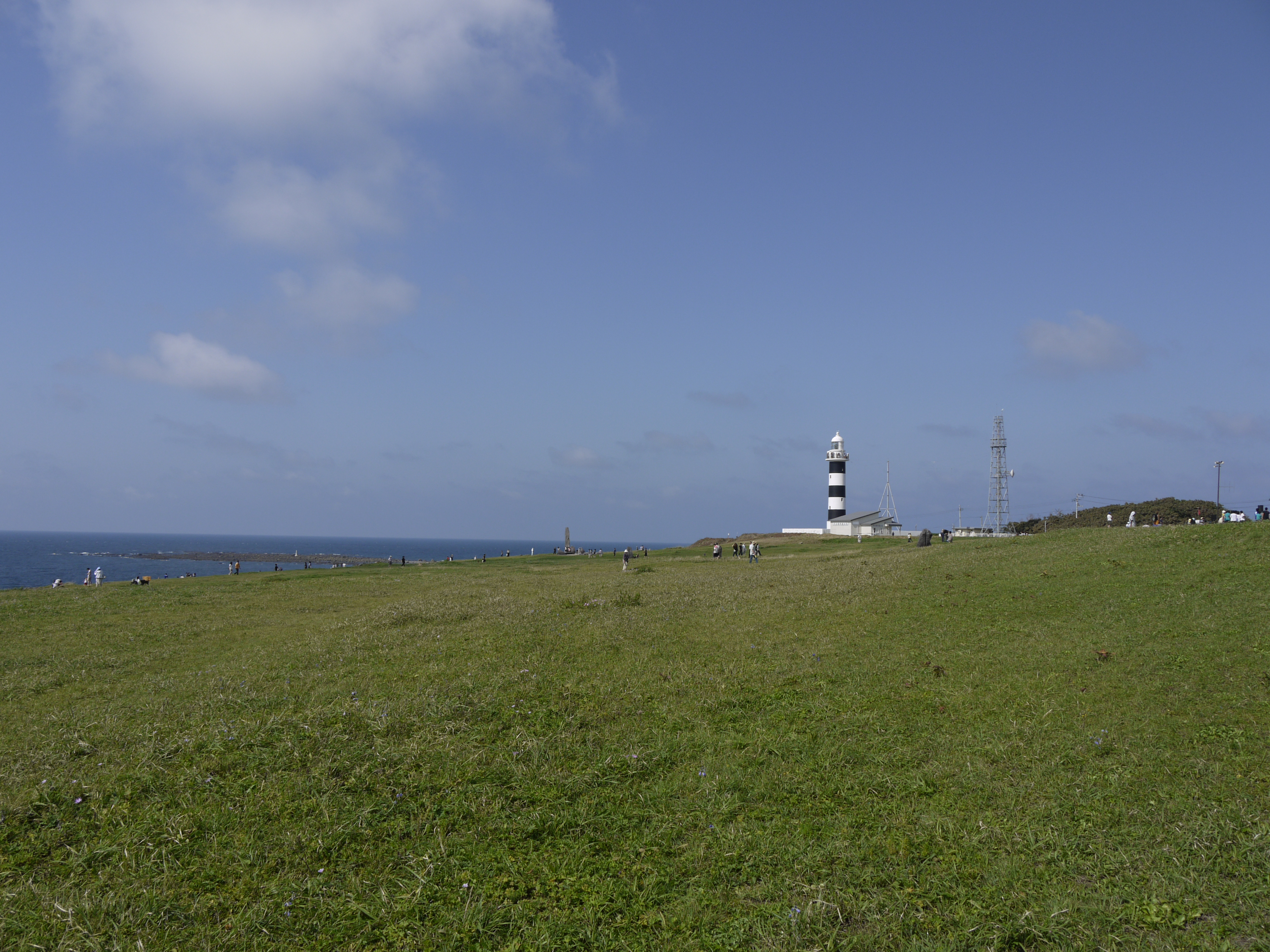
入道崎の草原と入道埼灯台（2009年8月）
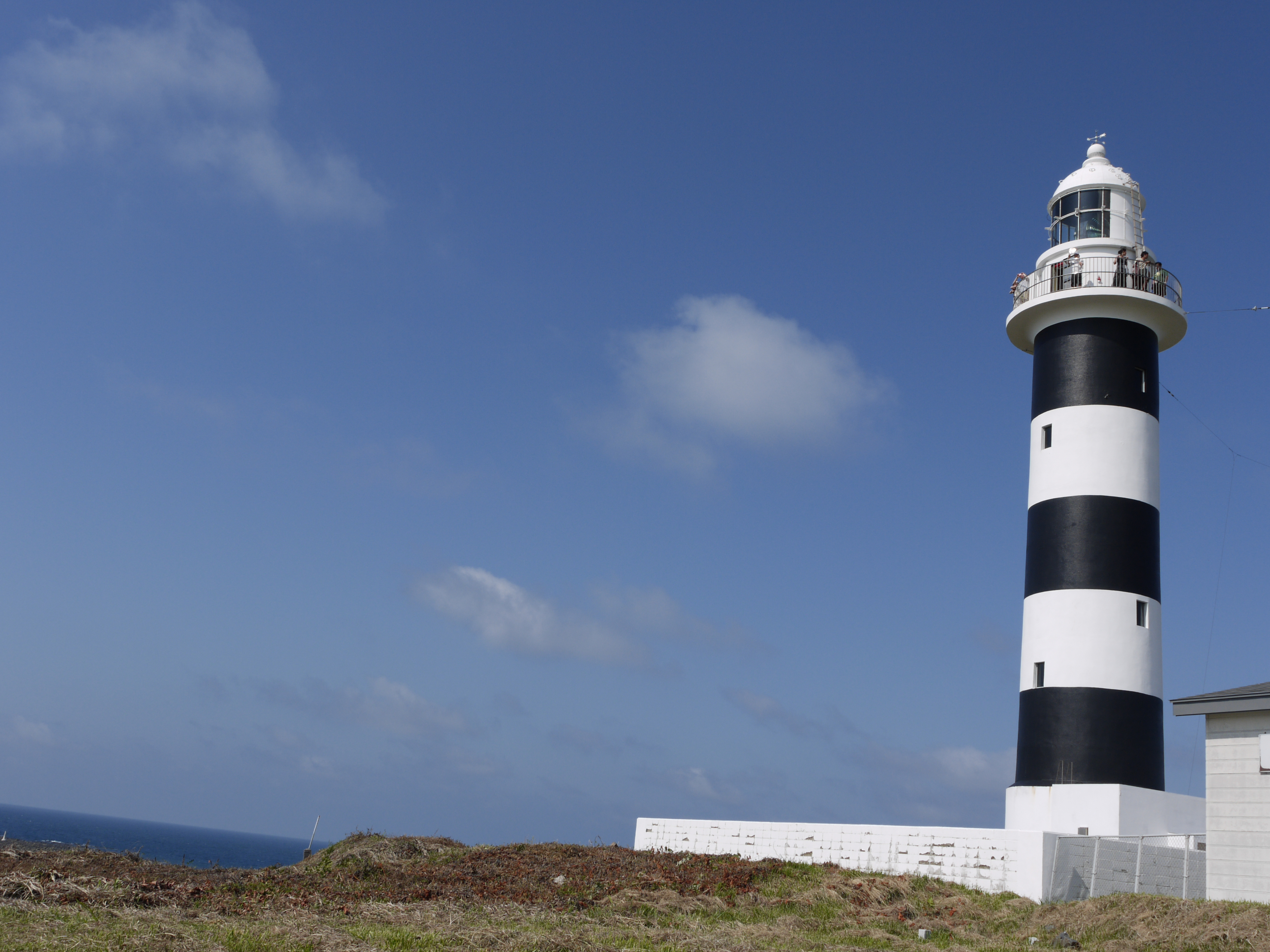
入道埼灯台は一般人も登ることができる（2009年8月）
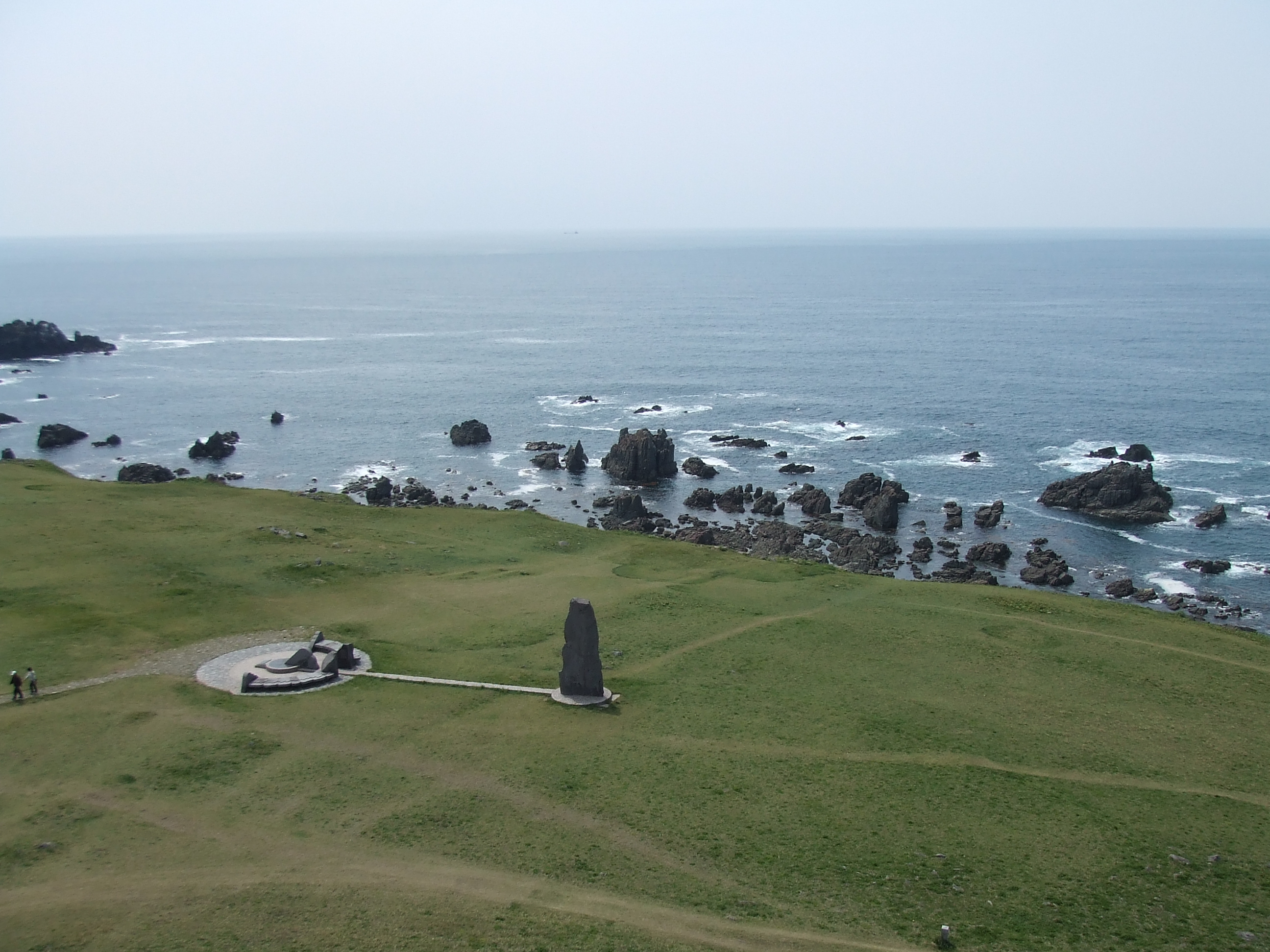
入道埼灯台から望む（2008年5月）
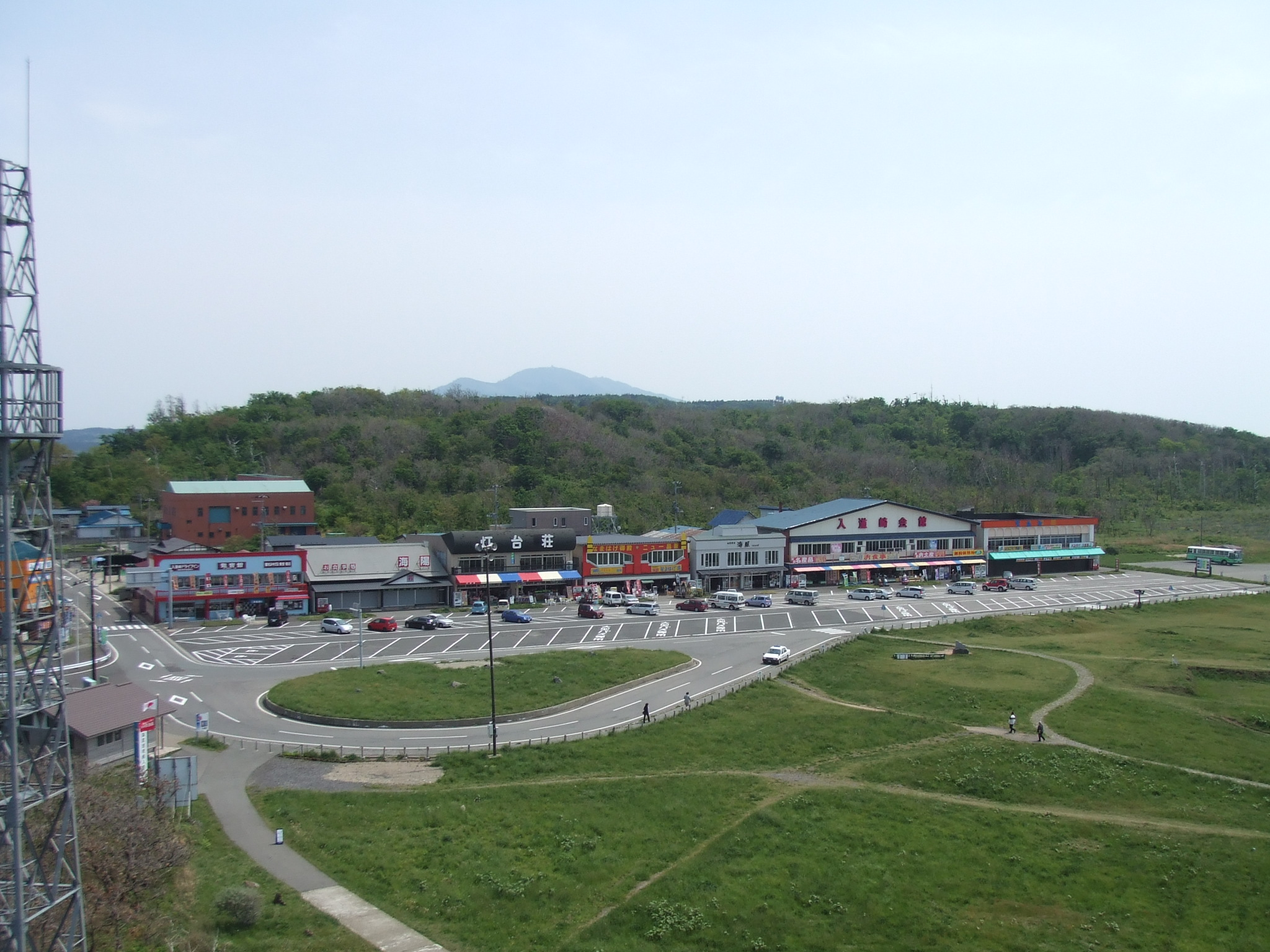
駐車場とお土産屋（2008年5月）